# 宍戸弥四郎

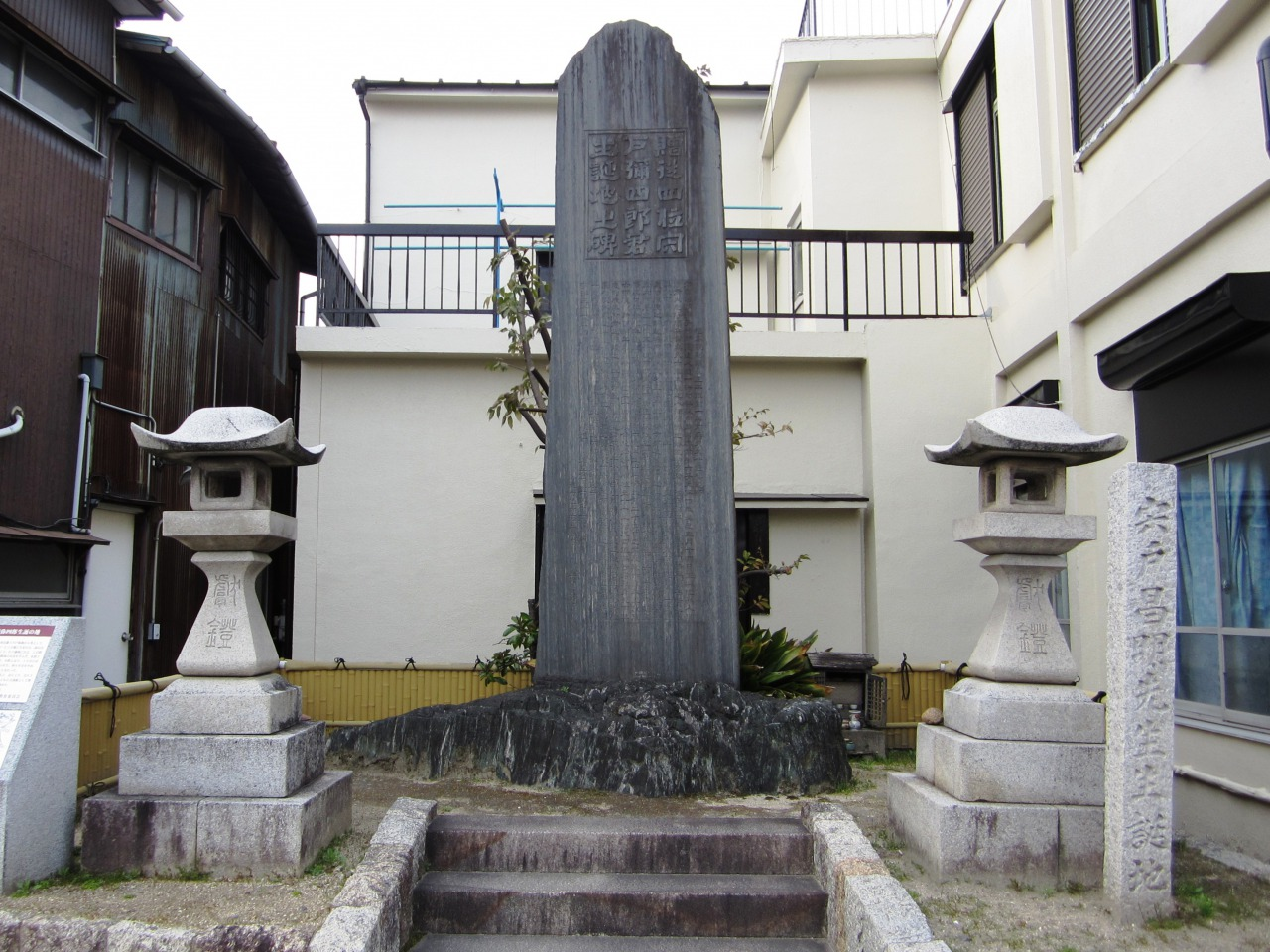
宍戸弥四郎生誕地（愛知県刈谷市）

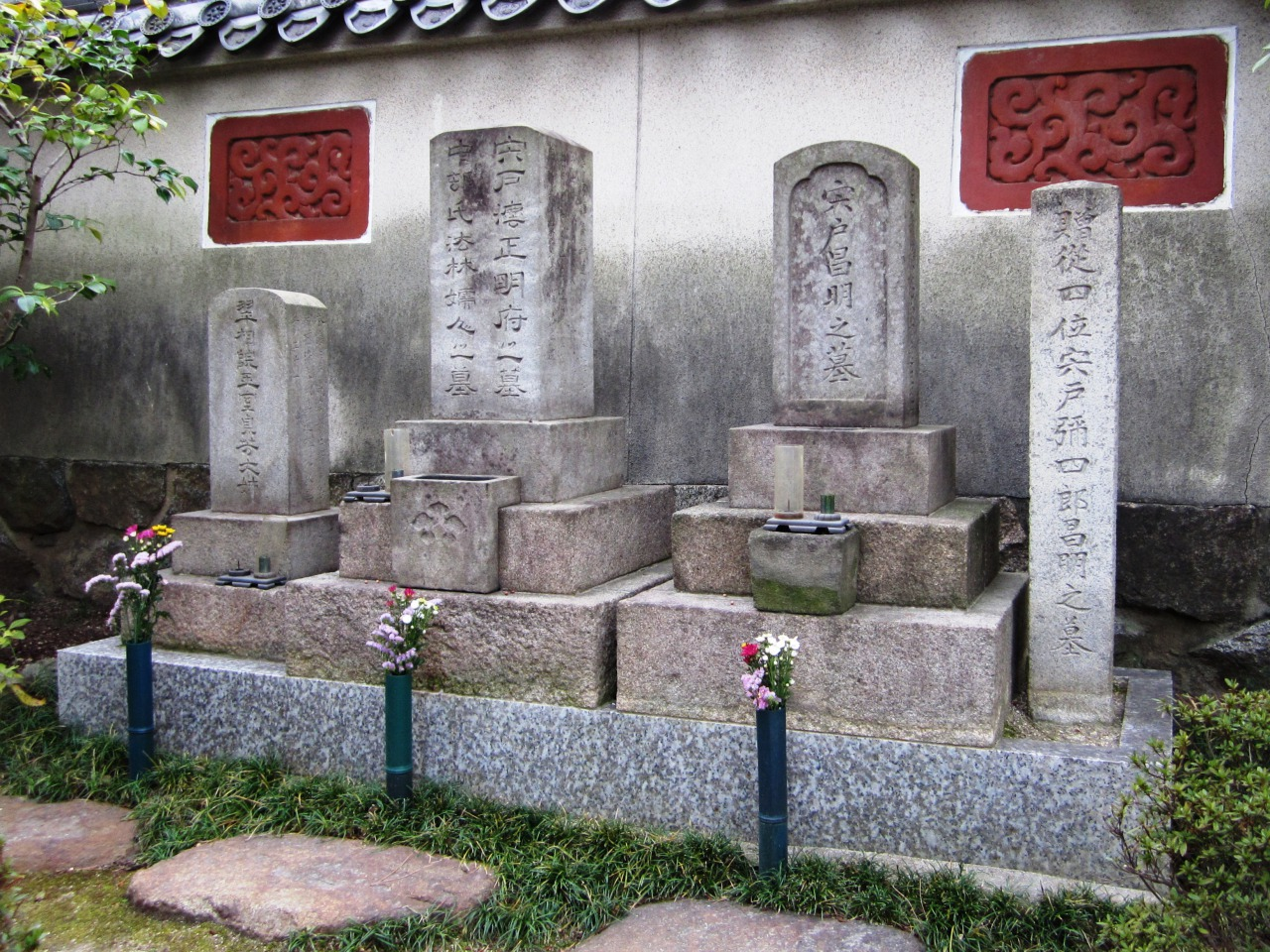
宍戸弥四郎の墓（愛知県刈谷市の松秀寺）

宍戸 弥四郎（ししど やしろう、天保4年1月14日（1833年3月5日） - 文久3年9月24日（1863年11月5日））は、天誅組に所属した幕末の志士。諱は昌明、号は道一軒。

## 経歴
天保4年（1833年）、刈谷藩士である宍戸弥助昌寿の六男として刈谷に生まれた。天誅組三総裁の一人松本奎堂とは竹馬の友である。この二人は譜代藩出身の勤皇志士という点で異色の経歴である。
江戸在番のおり、窪田清音の門人として山鹿流兵法を学ぶ。生来豪放磊落で、顔は疱瘡の跡が残るあばた面であったが笑うと愛嬌があり、皆から好かれる性格であった。また小柄であったが、極めて頑強な身体と脚力を持っていた。

### 天誅組の変
文久3年（1863年）、天誅組の変に際して、主将中山忠光らの本隊を逃すためにおとりの決死隊の一員となり、那須信吾らとともに東吉野村鷲家口で彦根藩の軍勢の中に斬り込んだ。
非常な奮戦をみせ、中山忠光の脱出を成功させたが、戦闘中に鷲家川の急流に転落。再び岩壁をよじ登りはじめたところを彦根藩銃撃隊の一斉射撃を浴び戦死した。年31。墓所は刈谷市の松秀寺と東吉野村の明治谷墓地。
胴衣の中には埋葬代としたためて、肌付き金小判十両が縫い付けてあった。幕末の志士の中でも出色の武士道を体現した最期であった。
1898年（明治31年）、従四位を追贈された。